# يوم السليل
يوم السليل أحد أيام العرب في الجاهلية، بين عبس وبنو أسد.

## الموقع
حدث يوم السليل في شمال إقليم اليمامة - منطقة القصيم حاليًا- وفقًا لموسوعة المملكة العربية السعودية الصادرة من مكتبة الملك عبدالعزيز.

## في الشعر
ذكر الأصمعي الواقعة نقلًا عن رجل من بني عمرو بن قعين حين اقتتلت عبس وأسد في السّليل